# Tomer Yosefi
Tomer Yosefi (in ebraico תומר יוספי‎?; Lehavim, 2 febbraio 1999) è un calciatore israeliano, centrocampista dell'Hapoel Be'er Sheva.

## Palmarès

### Club

#### Competizioni nazionali
- Coppa d'Israele: 2

Hapoel Be'er Sheva: 2019-2020, 2021-2022
- Supercoppa d'Israele: 1

Hapoel Be'er Sheva: 2022